# Pieces of Dreams
Pieces of Dreams (Brasil: Mosaico de Sonhos ) é um filme norte-americano de 1970, do gênero drama, dirigido por Daniel Haller e estrelado por Robert Forster e Lauren Hutton.
Pieces of Dreams é um melodrama romântico sobre o celibato, mas que toca também no aborto, na pílula anticoncepcional, drogas e delinquência juvenil.
O filme foi indicado ao Oscar e ao Globo de Ouro pela canção título, composta por Michel Legrand, Alan Bergman e Marilyn Bergman, interpretada por Peggy Lee.

## Sinopse
O jovem padre Gregory Lind, em crise, questiona sua dedicação aos paroquianos e se desencanta com a orientação oficial da Igreja sobre controle de natalidade, gravidez indesejada e mudanças sociais. Sua família o censura por essas "fraquezas". Quando um garoto mexicano é baleado em uma tentariva de roubo, ele conhece Pamela Gibson, rica, divorciada e bem vestida ativista social. Eles se apaixonam, o que leva o padre a lutar contra sua consciência e desejar abandonar a batina. O bispo, seu superior imediato, tenta trazê-lo de volta ao rebanho, mas Gregory só pensa em conseguir uma vaga como motorista de ambulância e viver uma nova vida com sua amada.

## Premiações
| Patrocinador                                            | Prêmio       | Categoria              | Situação |
| ------------------------------------------------------- | ------------ | ---------------------- | -------- |
| Academia de Artes e Ciências Cinematográficas           | Oscar        | Melhor Canção Original | Indicado |
| Associação de Correspondentes Estrangeiros de Hollywood | Golden Globe | Melhor Canção Original | Indicado |

## Elenco
| Ator/Atriz          | Personagem                            |
| ------------------- | ------------------------------------- |
| Robert Forster      | Padre Gregory Lind                    |
| Lauren Hutton       | Pamela Gibson                         |
| Will Geer           | Bispo                                 |
| Ivor Francis        | Padre Paul Schaeffer                  |
| Richard O'Brien     | Monsenhor Francis Hurley              |
| Edith Atwater       | Senhora Lind                          |
| Mitzi Hoag          | Anne Lind                             |
| Rudy Diaz           | Sargento de Polícia Bill Walkingstick |
| Sam Jarvis          | Leo Rose                              |
| Gail Bonney         | Senhora Tietgens                      |
| Helen Westcott      | Senhora Straub                        |
| Joanne Moore Jordan | Jovem no bar                          |
| Miriam Martínez     | Senhora Rios                          |
| Kathy Baca          | Estella Rios                          |
| Eloy Casados        | Charlie                               |